# Круммгерн
Круммгерн (нім. Krummhörn) — сільська громада в Німеччині, розташована в землі Нижня Саксонія. Входить до складу району Аурих.
Площа — 159,2 км2. Населення становить 11 854 ос. (станом на 31 грудня 2021).